# Tine Van Aerschot
Tine Van Aerschot (Mechelen, 1961) is een Belgische grafisch vormgeefster, dramaturge, schrijfster en theatermaakster.

## Opleiding
Tine Van Aerschot studeerde beeldende kunst en computergrafiek. 

## Samenwerking met Meg Stuart / Damaged Goods
Tine Van Aerschot begon in 1987 in het theater te werken voor het kunstencentrum STUK en het dansfestival Klapstuk in Leuven. Ze was productiemedewerker bij Disfigure Study (1991) van de Amerikaanse choreografe Meg Stuart, die ze in New York had ontdekt. Ze droeg zo bij aan diens internationale doorbraak. Van 1999 tot 2004 was ze de vaste grafische vormgever van Damaged Goods, het gezelschap van Meg Stuart.

## Samenwerking met anderen
Na Disfigure Study (Meg Stuart, 1991) was Tine Van Aerschot ook productiemedewerker voor Dennis O’Connor (Amor Omnia, 1993) en dramaturge voor de Belgische choreografe Christine De Smedt (L’union fait la force fait l’union, 1993 en de Hemelschutters). Ze werkte ook als fotograaf voor Too Shy to Stare (2003) van de Amerikaanse performancekunstenaar Davis Freeman, en was verantwoordelijk voor de scenografie van Private Rooms (2002), een dansvoorstelling van de Canadese danseres/choreografe Sara Chase. Voor de Nieuw-Zeelandse dans- en performancekunstenares Simone Aughterlony werkte ze als artistiek adviseur en ontwerpster van het grafisch materiaal mee aan diens Public Property (2004) en Performers on Trial (2005) en als co-auteur en adviseur aan diens Bare Back Lying (2006). Ze ontwierp folders, affiches en websites voor verschillende dans- en theaterproducties en -gezelschappen.

## Eigen artistiek werk
Pas in 2002 begon Tine Van Aerschot haar eigen werk te ontwikkelen, dat oorspronkelijk draaide rond haar alterego Trevor Wells. Het begon met een reeks e-mails, waarna een multimediaproject volgde - allemaal onder de titel The Wherebouts of Trevor Wells. Met het beeldende werk nam ze deel aan de groepstentoonstelling A room of one’s own (de Markten, Brussel, 2006 en Kunstlerhaus Betanien, Berlijn, 2007). Vanaf 2006 volgde een reeks theaterteksten en theaterproducties, die eerst werden geproduceerd door Palindroom vzw, een productiestructuur die ze deelde met filmmaakster Els Van Riel, en nadien door TREVOR vzw, haar eigen productiestructuur. De theaterproducties werden gecoproduceerd door o.a. het Kaaitheater (Brussel) en Vooruit (Gent), maar er was in België ook steun van o.a. wpZimmer (Antwerpen), Kunstencentrum BUDA (Kortrijk), de Pianofabriek (Sint-Gillis), Workspacebrussels (Brussel), de Vlaamse Gemeenschapscommissie van het Brussels Hoofdstedelijk Gewest en de Vlaamse overheid. Internationale steun kwam er van Mousonturm (Frankfurt), PACT Zollverein (Essen) en Gessnerallee (Zürich).

## Werk als docente
In november 2008 gaf Tine Van Aerschot op uitnodiging van de Royal Scottish Academy of Music and Drama (Glasgow) ook een workshop over Meaning of Text in Contemporary Performance, en in april 2009 begeleidde ze op vraag van APT Hogeschool (Utrecht) studenten tijdens een workshop rond tekst en dramaturgie. Tine Van Aerschot werkt als docente in de opleiding Drama - Acteren van het Koninklijk Conservatorium Antwerpen (AP Hogeschool) en in opleiding Drama van LUCA school of arts, Leuven, binnen het traject ‘schrijven: writing for performance’.

## Theaterproducties
- I have no thoughts and this is one of them (2006), een monoloog in de vorm een opsomming, een wereldbeeld opgebouwd door alleen maar ontkenningen doen.[7]
- Triple Trooper Trevor Trumpet Girl (2009), een theaterstuk met twee actrices in de vorm van een mislukt dagboek vol vragen en bedenkingen over alles en niets.[8]
- We are not afraid of the dark (2012), een monoloog over overleven en dus ook over sterven.[9]
- When in doubt, duck (2015), een voorstelling met twee actrices en een acteur geïnspireerd door de vertalingen, hertalingen en de oneindige stroom van multimediale informatie die de samenleving overspoelt.[10]
- Het betreft liefde (2018), een voorstelling met drie actrices die gebaseerd is op gesprekken met kinderen en volwassenen over hun liefdeservaringen, en op merkwaardige liefdesverhalen uit de geschiedenis en de literatuur.[11][12]

## Publicaties
De theaterteksten van Tine Van Aerschot worden gepubliceerd bij De Nieuwe Toneelbibliotheek (Amsterdam), dat sinds 2009 werkt aan het beter beschikbaar maken van het Nederlandstalige theaterteksten, zowel digitaal als in boekvorm. In 2013 publiceerde De Nieuwe Toneelbibliotheek ook het boekje A Partial Exposure of A Half Decent Elephant, het eerste resultaat van een onderzoek van Tine Van Aerschot naar de veranderende betekenissen van woorden en begrippen door vertalingen, hertalingen en verplaatsingen in de tijd. Dat thema kwam later opnieuw aan bod in de theaterproductie When in Doubt, Duck.
Gepubliceerde theaterteksten
- I have no thoughts and this is one of them (Tine Van Aerschot, 2006,  De Nieuwe Toneelbibliotheek#111)[13]
- Triple Trooper Trevor Trompet girl (Tine Van Aerschot, 2008, De Nieuwe Toneelbibliotheek #110)[14]
- We are not afraid of the dark (Tine Van Aerschot, 2012, De Nieuwe Toneelbibliotheek #222)[15]
- When in doubt, duck (Tine Van Aerschot, 2015, De Nieuwe Toneelbibliotheek #299)[16]
- Het betreft: liefde (Tine Van Aerschot, 2018, De Nieuwe Toneelbibliotheek #456)[17]

Andere boekpublicaties
- A Partial Exposure of A Half Decent Elephant (Tine Van Aerschot, 2013, De Nieuwe Toneelbibliotheek#199)[18]

In 2015, in volle migratiecrisis, was Tine Van Aerschot met haar productiestructuur TREVOR vzw ook verantwoordelijk voor de heruitgave van Zjefke in de Grote Oorlog (ISBN 9789090183312), een boek uit 2004 van haar vader André Van Aerschot. Ze kreeg daarbij de steun van het Kaaitheater en de KU Leuven; de toenmalige rector Rik Torfs van de KU Leuven schreef het nieuwe voorwoord. De volledige opbrengst gaat naar Vluchtelingenwerk Vlaanderen.

## De Klas van Tine
In 2017 verhuisde Tine Van Aerschot van Brussel naar Oostende, waar ze tijdens het seizoen 2017-2018 in residentie was in het cultuurcentrum De Grote Post. Tijdens het seizoen 2018-2019 verzorgt ze in De Grote Post De Klas van Tine, een reeks avonden waarin ze telkens met een andere gast in gesprek gaat "over leven en dood, over nieuw leven en het in stand houden van bestaand leven, over het wereldlijke en het kleinmenselijke." Met de gesprekken wil ze een bijdrage leveren aan het culturele gebeuren van De Grote Post en de stad Oostende. Haar gasten zijn o.a. marien bioloog Jan Seys,  doula Veerle Peeters en kunstenares Gosie Vervloessem.
- Digitale Bibliotheek voor de Nederlandse Letteren: aers017
- International Standard Name Identifier: 0000 0003 9273 3780
- Library of Congress Control Number: no2014021126
- Nederlandse Thesaurus van Auteursnamen: 342953001
- Virtual International Authority File: 286854607
- WorldCat: E39PBJfrMxtvPPXkK3cBgDxFKd